# Ignasi Ribera i Rovira
Ignacio de Loyola Ribera y Rovira (1880-1942) fue un periodista, abogado, ensayista, poeta y traductor español, de pensamiento lusófilo, iberista, catalanista y republicano.

## Biografía
Nacido en 1880 en el municipio barcelonés de Castellbell, ha sido descrito como «un puente entre Portugal y Cataluña». De inclinación catalanista, fue autor, entre otras, de la obra Portugal y Galicia nación (1911) y ejerció como director del periódico El Poble Català en la década de 1910, además de escribir poesía y realizar traducciones. Falleció hacia finales de julio de 1942 y fue padre de Antoni Ribera Jordà.
Fue fundador de los Jovestels de Catalunya en 1912, relacionados con Unión Federal Nacionalista Republicana, una de las primeras iniciativas escultistas de corte catalanista y de efímera existencia, inspirada en los boy-scouts de Robert Baden-Powell. Llegaron a tener dos grupos, «Catalunya» y «Canigó».